# 사상 (컴퓨팅)
컴퓨터 과학 분야에서 사상(寫像, mapping)이란 가상주소와 물리주소의 대응 관계 또는 가상 주소로부터 물리 주소를 찾아내는 일을 말한다. 영어를 그대로 읽어 매핑이라고 하기도 한다. 사상 표(mapping table)을 통해 가상주소로부터 실주소를 알아낼 수 있다.

## 사상 기법의 종류
1. 직접 사상(direct mapping)
2. 연관 사상(associative mapping)
3. 직접/연관 사상 혼용(combined direct/associative mapping)

## 같이 보기
- MMU
- 주소 공간